# Buchmarktforschung
Die Buchmarktforschung ist eine Richtung der empirischen Sozialforschung. Sie versucht, aktuelle Trends und auch längerfristige Tendenzen des Buchmarktes zu erfassen. Umfrage-Institutionen wie z. B. das Institut für Demoskopie Allensbach erhalten Aufträge von Verlagen, Buchclubs und Verbänden – in der Regel nur wenige und von größeren, da solche Erhebungen häufig sehr aufwändig sind.
Neben großen Verlagshäusern spielt der Börsenverein des Deutschen Buchhandels eine bedeutende Rolle für die deutsche Buchmarktforschung, da die Ergebnisse der von ihm in Auftrag gegebenen Studien auch kleinere Unternehmen und Buchhändler nutzen können. Nahe verwandt ist die Buchmarktforschung mit der Leserforschung.

## Geschichte der Buchmarktforschung in Deutschland im Rahmen des Börsenvereins

### Anfänge der Buchmarktforschung
Die ersten Ansätze einer Buchmarktforschung in Deutschland waren statistischer Natur. Seit Mitte des 19. Jahrhunderts erschienen im Börsenblatt des Börsenvereins der Deutschen Buchhändler jährlich im nichtamtlichen Teil des Blattes die „systematischen Übersichten der literarischen Neuerscheinungen des deutschen Buchhandels“. Die J.C. Hinrichs’sche Buchhandlung in Leipzig hatte diese Sekundäranalysen und Zusammenstellungen von Datenmaterial aus bereits vorhandenen Quellen – erarbeitet: Entwicklungen der Titelproduktion, gegliedert nach Sachgruppen.
1913 legte Johann Goldfriedrich, Archivar des Börsenvereins, mit der „Statistischen Übersicht der im Gebiet des deutschen Buchhandels erschienenen Bücher und Zeitschriften des Jahres 1908“ im „Auftrag des Vorstands des Börsenvereins der Deutschen Buchhändler in Leipzig“ ein differenziertes Zahlenwerk vor. Die Analyse der Titelproduktion erfolgte nach Gesichtspunkten des Formats, der Ausstattung mit oder ohne Beilagen, des Umfangs und des Preises, sowie nach einzelnen Staaten und Städten. Die „Übersicht“ kann als eine Momentaufnahme der damaligen Produktion, gegliedert nach Buch- und Zeitschriftenmarktsegmenten, gesehen werden, die zugleich Aufschluss über die durchschnittliche Ausstattungs- und Preisverhältnisse gibt. Es kam zu keiner Wiederholung der Studie, so dass keine Zeitreihen gebildet werden konnten.
Ab 1918 veröffentlichte Ludwig Schönrock im Börsenblatt jährlich eine Titel- und Firmenstatistik mit neuen inhaltlichen Schwerpunkten. Diese Position des Statistikers des Börsenvereins übernahm im Jahre 1934 Ernst Umlauf mit seinen „Beiträgen zur Statistik des Deutschen Buchhandels“, einer kommentierten Zusammenstellung des verfügbaren Datenmaterials. Enthalten waren Angaben zur Gewerbestatistik und zur Buchproduktion, Berechnungen zur Entwicklung der Bücherpreise und der Umsätze in Verlag und Sortiment sowie Zahlen zur „Verbraucherseite des Büchermarktes“. Die sehr unterschiedlich aussagekräftigen Statistiken sind für buchhandelsgeschichtliche Forschungen bis heute eine wichtige Quelle.
Seit 1952 erscheint jährlich die selbstständige Publikation „Buch und Buchhandel in Zahlen“ – verantwortlich ist die im selben Jahr von Josef Knecht eingerichtete Arbeitsstelle für Marktanalyse des Börsenvereins, später in Abteilung Marktanalyse umbenannt.
Die Studien erlauben dem Nutzer heute einen Gesamtüberblick der Entwicklung des deutschen Buchhandels in der 2. Hälfte des 20. Jahrhunderts – also über z. B. konjunkturelle Schwankungen, Sonderentwicklungen einzelner Marktsegmente oder Distributionswege des Buches. Außerdem wurden in den Statistiken neue, aktuelle Punkte aufgenommen, z. B. im Jahre 1999 das Thema Internetbuchhandel, das den Wandel der Rahmenbedingungen der Branchenstruktur widerspiegelt.
Grundlagen zur Erstellung waren und sind die „Wöchentlichen Verzeichnisse“ der „Deutschen Bibliographie“, das Verzeichnis lieferbarer Bücher (VLB), sowie die Ergebnisse verschiedener vom Börsenverein initiierter Umfragen. Neben „Buch und Buchhandel in Zahlen“ erschienen statistische Studien, erarbeitet von Horst Machill, im „Archiv für Soziologie und Wirtschaftsfragen des Buchhandels“, das seit 1967 als Organ der Abteilung Wirtschaft und Statistik in Form einer Beilage zum Börsenblatt veröffentlicht wurde.
In den 70er Jahren erreichte die Buchmarktforschung ein neues Stadium: zu der Buchhandelsstatistik kam nun eine umfassende verbraucherorientierte Primärforschung hinzu. Sie sollte neue Aufschlüsse über die Marktpotentiale des Buchmarktes geben.

### Empirische Buchmarktforschung
Nach dem Zweiten Weltkrieg gab es Neuansätze in der empirisch ausgerichteten Buchmarktforschung. Zunächst veranlasste das Verlagshaus Bertelsmann eine vom Emnid-Institut ausgeführte Studie; die Ergebnisse erschienen 1958 in „Das Buch der Gegenwart“, herausgegeben von Rolf Fröhner.
1961 entstand ebenfalls von Bertelsmann veranlasst das Institut für Buchmarktforschung unter der Leitung von Wolfgang Strauß. Das Ziel war, durch Forschungsaufträge einschlägige Untersuchungen zu fördern. Unter anderem publizierte das Institut die Reihe „Schriften zur Buchmarktforschung“ und „Berichte zur Buchmarktforschung“. In ihnen steckten unter anderem Analysen zu einzelnen Marktsegmenten, buchhändlerischen Absatzwegen oder auch zu den Buchmarktverhältnissen in anderen europäischen Ländern. Das Institut veröffentlichte auch die 1964 erarbeitete, ein Jahr später verbreitete Studie des DIVO-Instituts „Buch und Leser in Deutschland“. Ansätze der Emnid-Studie wurden ausgeführt, allerdings mit dem neuen Schwerpunkt der Medienkonkurrenz zwischen Bücherlesen und Fernsehen. Die Studie kam zu dem Ergebnis, häufiges Fernsehen präge das Leseverhalten nicht wesentlich: was der Buchhandel skeptisch beurteilte, da es Anzeichen für eine Stagnation des Bücherkonsums in der Gesellschaft gab.
1966 berief eine Vollversammlung des Börsenvereins einen Ausschuss für Buchmarktforschung. Unter dem Vorsitz von Ludwig Muth (bis 1989) sollte ein längerfristiges Forschungsprogramm entstehen. Verantwortlich für die Datenerhebungen, die Entwicklung eines Fragebogens, die Feldarbeit sowie die Auswertung der Daten war das Institut für Demoskopie Allensbach. In den folgenden zwei Jahrzehnten setzten die Institutsdirektorin Elisabeth Noelle-Neumann und ihre Mitarbeiter Gerhard Schmidtchen, Rüdiger Schulz und Renate Köcher neue Maßstäbe in der Buchmarktforschung. Durch die Zusammenarbeit mit dem Börsenverein ließen sich Befragungsinstrumente weiterentwickeln und im Ergebnis verschiedene Trends auf dem Buchmarkt erkennen. Zur Erstellung einer Studie wurde fast durchgehend eine einheitliche Vorgehensweise gewählt. Eine Gruppe von rund 2.000 Personen, deren Zusammensetzung repräsentativ für die Bundesrepublik Deutschland ab einem Alter von 16 Jahren war, wurde mit Hilfe eines Fragebogens interviewt. Die Auswertung der Befragungen erschien dann im „Archiv für Soziologie und Wirtschaftsfragen des Buchhandels“.
Die Erforschung des „Buchklimas“ war die Grundidee der ersten Studie „Wie kann der Buchmarkt wachsen?“ (Schmidtchen) von 1967. Das Ziel der Leitstudie war es, das Leseverhalten einzelner Bevölkerungsgruppen zu analysieren um somit auch Aufschluss über die gesellschaftlichen Wertvorstellungen vom Buch zu bekommen. Die darauffolgende Studie „Lesekultur in Deutschland“ fasste die Ergebnisse zusammen und diente später als Basis für weiterführende Sekundäranalysen wie „Eine Politik für das Buch“ und „Marktreserven für den Buchhandel“ von Schmidtchen 1972.
Durch eine Repräsentativbefragung zur „Lesekultur in Deutschland 1974“ entstand eine zweite Untersuchungsstufe, die die zentrale Fragestellung von 1967/68 unter der Berücksichtigung des aktuellen Wertesystems von G. Schmidtchen vertiefte. Erneut folgten darauf Sekundäranalysen, die einen Spezialaspekt der Basis-Studie herauslösten. „Lesen für den Beruf“ behandelte so zum Beispiel die beruflich bedingten Lektüre-Anforderungen; „Buchhändler und Buchkäufer 1978“ hingegen untersuchte neue Trends im Käuferverhalten. Eine wichtige Ergänzung stellte der angeschlossene Käufertest von Noelle-Neumann 1978 dar, der den buchhändlerischen Service genauer untersuchte. Auch in den 80er Jahren suchten die Studien des Instituts für Demoskopie Allensbach spezifische Aspekte herauszulösen. So entstanden die Studien „Buchmarktforschung 1981: Dem Leser auf der Spur“ (Noelle-Neumann), „Das Buch als Geschenk“ (Schulz, 1983) sowie „Zur Psychologie des Bücherschenkens“ (Noelle-Neumann/Schulz, 1984).
In den Folgejahren sollten die Fragen nach der Einstellung zum Lesen der Bücherkonsumenten eine zentrale Rolle spielen. „Typologie der Käufer und Leser“ von Noelle-Neumann aus dem Jahr 1987 kann als eine Wertanalyse des Buchs in der Mediengesellschaft gesehen werden.
Ein neuer Aspekt wurde mit dem Einfluss der Eltern auf das Leseverhalten ihrer Kinder aufgenommen; die Studie „Familie und Lesen“ (Köcher, 1988) war dann auch die letzte Untersuchung im Rahmen dieser Konstellation.
Der von L. Muth 1993 herausgegebene Reader „Der befragte Leser“ gibt nicht nur Aufschlüsse über die wichtigsten Ergebnisse der einzelnen Studien, sondern erläutert auch den Ablauf des Forschungsprogramms. Die Gesamtheit der Erhebungen von 1967 bis 1988 bietet ein Erkenntnispotential von dauerhaftem Wert; sie zeigt Faktoren auf, die Einfluss auf die Lesekultur und somit auf den Bücherkonsum unserer Gesellschaft haben können.
In den 90er Jahren setzte eine Neuorientierung der Buchmarktforschungsaktivitäten des Börsenvereins ein, mit dem Bestreben, dass solche Studien Ergebnisse liefern sollten, die alle Mitglieder praktisch nutzen konnten. Aus dem Grund sollte die Buchmarktforschung klarer von der Leserforschung abgetrennt werden; diese sollte in Zukunft die Stiftung Lesen mit der Unterstützung des Börsenvereins tragen.
Eine einheitliche Fragestellung ließ sich durch die stetigen Entwicklungen innerhalb der einzelnen Marktsegmente und Warengruppen kaum noch entwickeln. Deshalb sollte der Schwerpunkt besonders auf jene Herausforderungen gelegt werden, die für den Buchhandel durch den sich beschleunigenden Strukturwandel in der Branche entstanden, um so im Endergebnis konkret umsetzbare, absatzorientierte Marketingempfehlungen liefern zu können.

### Buchmarktforschung mit Dienstleistungscharakter
Schon seit den 1950er und 1960er Jahren wurden im Börsenverein Dienstleistungen mit Marktforschungsrelevanz erbracht. Seit 1956 wird für das Sortiment und seit 1965 für das Verlagswesen in Zusammenarbeit mit dem Institut für Handelsforschung (IFH) an der Universität zu Köln ein Betriebsvergleich vorgenommen. Ziel war und ist es, den Mitgliedsunternehmen eine Kontrolle der Unternehmensentwicklung zu ermöglichen. Der sogenannte Kölner Betriebsvergleich für den Sortimentsbuchhandel findet jährlich statt, um – auch verglichen mit den Ergebnissen des Facheinzelhandels – genau zu beobachten.
Das Institut nimmt außerdem halbjährlich eine „Konjunkturumfrage“ vor, aus deren Daten ein Konjunkturbarometer entstehen kann. Neben der Einschätzung der aktuellen Situation kann so auch eine (Kurzzeit-)Prognose erstellt werden.
Den Betriebsvergleich für den Verlagsbuchhandel allerdings löste 1977 die vom Börsenverein veranstaltete „Schnell-Umfrage“ ab. Die Ergebnisse gehen seit 1981 in die Branchenstatistik „Buch und Buchhandel in Zahlen“ ein. Mit ihr wird ebenfalls die Möglichkeit des Vergleiches von Unternehmenskonjunktur und allgemeiner Branchenkonjunktur gegeben. Jährlich finden auch Befragungen zum Lizenzgeschäft und zum Thema Logistik statt.
Neben diese Umfragen wurden in den 1990er Jahren Initiativen gesetzt, auf dem zunehmend schwierigen Markt die zur orientieren helfen. Hervorzuheben ist die Studie „Erfolgsfaktor ‚Zufriedene Kunden‘“ der Abteilung Marktforschung des Börsenvereins. Hier wurden in 1.025 Interviews Buchhändler und in 1.975 Interviews Verbraucher befragt. In der Gegenüberstellung ließen sich Schwachstellen in der Selbstwahrnehmung der Buchhändler aufzeigen.
Die Studie „Zukunftsmarkt: Elektronische Publikationen“ von 1995 sollte die Buchbranche bei der Neuausrichtung auf das digitale Zeitalter unterstützen. Eine repräsentative Befragung zur Computerausstattung und -nutzung in der Gesamtbevölkerung sowie eine Befragung von PC-Nutzern über ihre Beziehung zum Buchhandel sollten Größe und Struktur der Zielgruppe für elektronische Produkte ermitteln und so die Möglichkeiten des Buchhandels auf diesem Markt erkunden. In den Jahren 1997 und 1998 erschienen insgesamt vier Broschüren, die das Basiswissen zum Verkauf von Software im Sortimentsbuchhandel vermitteln sollten. Eine weitere Serviceleistung: bis heute stehen im Börsenblatt Hinweise zu Ergebnissen der Buchmarktforschung.

## Laufende Buchmarktbeobachtung
Auch in neuester Zeit wurde im Auftrag des Börsenvereins Buchmarktforschung betrieben. Seit Februar 2004 wird der Branchen-Monitor Buch (BMB) angeboten: ein kostenloser, monatlicher E-Mail-Newsletter, der einen Überblick über die aktuellen Entwicklungen auf dem Buchmarkt geben soll – erstellt mit Hilfe des Marktforschungsunternehmens GfK Media Control.
Hilfreich besonders für den kleinen und mittelständischen Sortimentsbuchhandel ist Langendorfs Dienst (LD). Auch er kann (kostenpflichtig) als E-Mail-Newsletter bezogen werden; die elektronische Plattform des LD enthält vielfältige Informationen zu den wirtschaftlichen Belangen des Buchhandels und zur Konjunkturentwicklung. Daneben erscheinen im Börsenblatt in regelmäßigen Abständen von Boris Langendorf verfasste Berichte zur aktuellen Lage auf dem Buchmarkt.

## Auftraggeber von Studien zur Buchmarktforschung

### Marktteilnehmer
Teilnehmer des Buchmarkts geben Studien in Auftrag, um aus ihnen hauptsächlich einen ökonomischen Nutzwert zu ziehen. Verlagshäuser wie z. B. Bertelsmann, Herder oder der Spiegel-Verlag, aber auch Buchklubs und Buchhandelsketten betreiben Buchmarktforschung, um für das eigene Unternehmen eine effiziente Marketingplanung erstellen zu können. Zu diesem Zweck sollen Absatzpartner, Zielgruppen, Werbemaßnahmen sowie das eigene Image erforscht werden.

### Institutionen
Der Börsenverein versucht in seinen Initiativen die verschiedenen Interessenlagen der ca. 6500 Mitglieder zu berücksichtigen. Die Fragestellungen der Studien sind deshalb auf branchenpolitische Ziele ausgerichtet. Neben dem Börsenverein gibt es weitere Institutionen, die Buchmarktforschung betreiben, ohne daraus einen direkten ökonomischen Nutzen zu ziehen. Zu nennen sind hier vor allem die Stiftung Lesen sowie die universitären Forschungsstellen:
- Abteilung Buch und Leser im Institut für Sprache im technischen Zeitalter, TU Berlin
- Forschungsstelle für Buchwissenschaft an der Universitätsbibliothek, Universität Bonn
- Institut für Handelsforschung, Universität zu Köln (beauftragt vom Börsenverein)
- Institut für Jugendbuchforschung an der Universität Frankfurt
- Seminar für Gesellschaftslehre, Universität Frankfurt